# Champagne-Mouton
Champagne-Mouton är en kommun i departementet Charente i regionen Nouvelle-Aquitaine i västra Frankrike. Kommunen ligger  i kantonen Champagne-Mouton som ligger i arrondissementet Confolens. År 2022 hade Champagne-Mouton 877 invånare.

## Befolkningsutveckling
Antalet invånare i kommunen Champagne-Mouton
Referens:INSEE